# Halové mistrovství Evropy v atletice 1987
18. Halové mistrovství Evropy v atletice se konalo ve francouzském Liévinu ve dnech 21. února - 22. února 1987 v hale Stade Couvert Régional. Poprvé se na šampionátu uskutečnily chodecké disciplíny, chůze mužů na 5 km a chůze žen na 3 km.

## Medailisté

### Muži
| Soutěž        | Zlato                      | Stříbro                     | Bronz                                    |
| ------------- | -------------------------- | --------------------------- | ---------------------------------------- |
| 60 m          | Marian Woronin 6,51        | Pierfrancesco Pavoni 6,58   | Antonio Ullo 6,61 František Ptáčník 6,61 |
| 200 m         | Bruno Marie-Rose 20,36     | Vladimir Krylov 20,53       | John Regis 20,54                         |
| 400 m         | Todd Bennett 46,81         | Momčil Charizanov 46,89     | Paul Harmsworth 46,92                    |
| 800 m         | Rob Druppers 1:48,12       | Vladimir Graudyň 1:49,14    | Ari Suhonen 1:49,56                      |
| 1500 m        | Han Kulker 3:44,79         | Jens-Peter Herold 3:45,36   | Klaus-Peter Nabein 3:45,84               |
| 3000 m        | José Luis González 7:52,27 | Dieter Baumann 7:53,93      | Pascal Thiébaut 7:54,03                  |
| 60 m př.      | Arto Bryggare 7,59         | Colin Jackson 7,63          | Nigel Walker 7,65                        |
| Chůze na 5 km | Jozef Pribilinec 19:08,44  | Ronald Weigel 19:08,93      | Roman Mrázek 19:10,77                    |
| Skok do výšky | Patrik Sjöberg 2,38 m      | Carlo Thränhardt 2,36 m     | Gennadij Avdějenko 2,36 m                |
| Skok o tyči   | Thierry Vigneron 5,85 m    | Ferenc Salbert 5,85 m       | Marian Kolasa 5,80 m                     |
| Skok daleký   | Robert Emmijan 8,49 m      | Giovanni Evangelisti 8,26 m | Christian Thomas 8,12 m                  |
| Trojskok      | Serge Hélan 17,15 m        | Christo Markov 17,12 m      | Nikolaj Musijenko 17,00 m                |
| Vrh koulí     | Ulf Timmermann 22,19 m     | Werner Günthör 21,53 m      | Sergej Smirnov 20,97 m                   |

### Ženy
| Soutěž        | Zlato                           | Stříbro                    | Bronz                                             |
| ------------- | ------------------------------- | -------------------------- | ------------------------------------------------- |
| 60 m          | Nelli Coomanová 7,01            | Anelia Nunevaová 7,06      | Marlies Göhrová 7,12                              |
| 200 m         | Kirsten Emmelmannová 23,10      | Blanca Lacambraová 23,19   | Marie-Christine Cazierová 23,40                   |
| 400 m         | Maria Piniginová 51,27          | Gisela Kinzelová 52,29     | Cristina Pérezová 52,63                           |
| 800 m         | Christine Wachtelová 1:59,89    | Sigrun Wodarsová 2:00,59   | Ljubov Kirjuchinová 2:01,85                       |
| 1500 m        | Sandra Gasserová 4:08,76        | Světlana Kitovová 4:09,01  | Ivana Walterová 4:09,09                           |
| 3000 m        | Yvonne Murrayová 8:46,06        | Elly van Hulstová 8:51,40  | Brigitte Krausová 8:53,01                         |
| 60 m př.      | Jordanka Donkovová 7,79         | Gloria Uibelová 7,89       | Ginka Zagorčevová 7,92                            |
| Chůze na 3 km | Natalija Dmitročenková 12:57,29 | Giuliana Salceová 12:59,11 | Monica Gunnarssonová 13:06,46                     |
| Skok do výšky | Stefka Kostadinovová 1,97 m     | Tamara Bykovová 1,94 m     | Susanne Beyerová 1,91 m Elżbieta Trylińská 1,91 m |
| Skok daleký   | Heike Drechslerová 7,12 m       | Galina Čisťakovová 6,89 m  | Jelena Belevská 6,76 m                            |
| Vrh koulí     | Natalja Achrimenková 20,84 m    | Heidi Kriegerová 20,02 m   | Heike Hartwigová 20,00 m                          |

## Medailové pořadí
| Umístění | Stát           | Zlato | Stříbro | Bronz | Celkem |
| -------- | -------------- | ----- | ------- | ----- | ------ |
| 1.       | Sovětský svaz  | 4     | 5       | 5     | 14     |
| 2.       | NDR            | 4     | 5       | 3     | 12     |
| 3.       | Francie        | 3     | 1       | 2     | 6      |
| 4.       | Nizozemsko     | 3     | 1       | 0     | 4      |
| 5.       | Bulharsko      | 2     | 3       | 1     | 6      |
| 6.       | Velká Británie | 2     | 1       | 3     | 6      |
| 7.       | Španělsko      | 1     | 1       | 1     | 3      |
| 8.       | Švýcarsko      | 1     | 1       | 0     | 2      |
| 9.       | Československo | 1     | 0       | 3     | 4      |
| 10.      | Polsko         | 1     | 0       | 2     | 3      |
| 11.      | Finsko         | 1     | 0       | 1     | 2      |
| 11.      | Švédsko        | 1     | 0       | 1     | 2      |
| 13.      | NSR            | 0     | 3       | 3     | 6      |
| 14.      | Itálie         | 0     | 3       | 1     | 4      |